# Anders Järryd

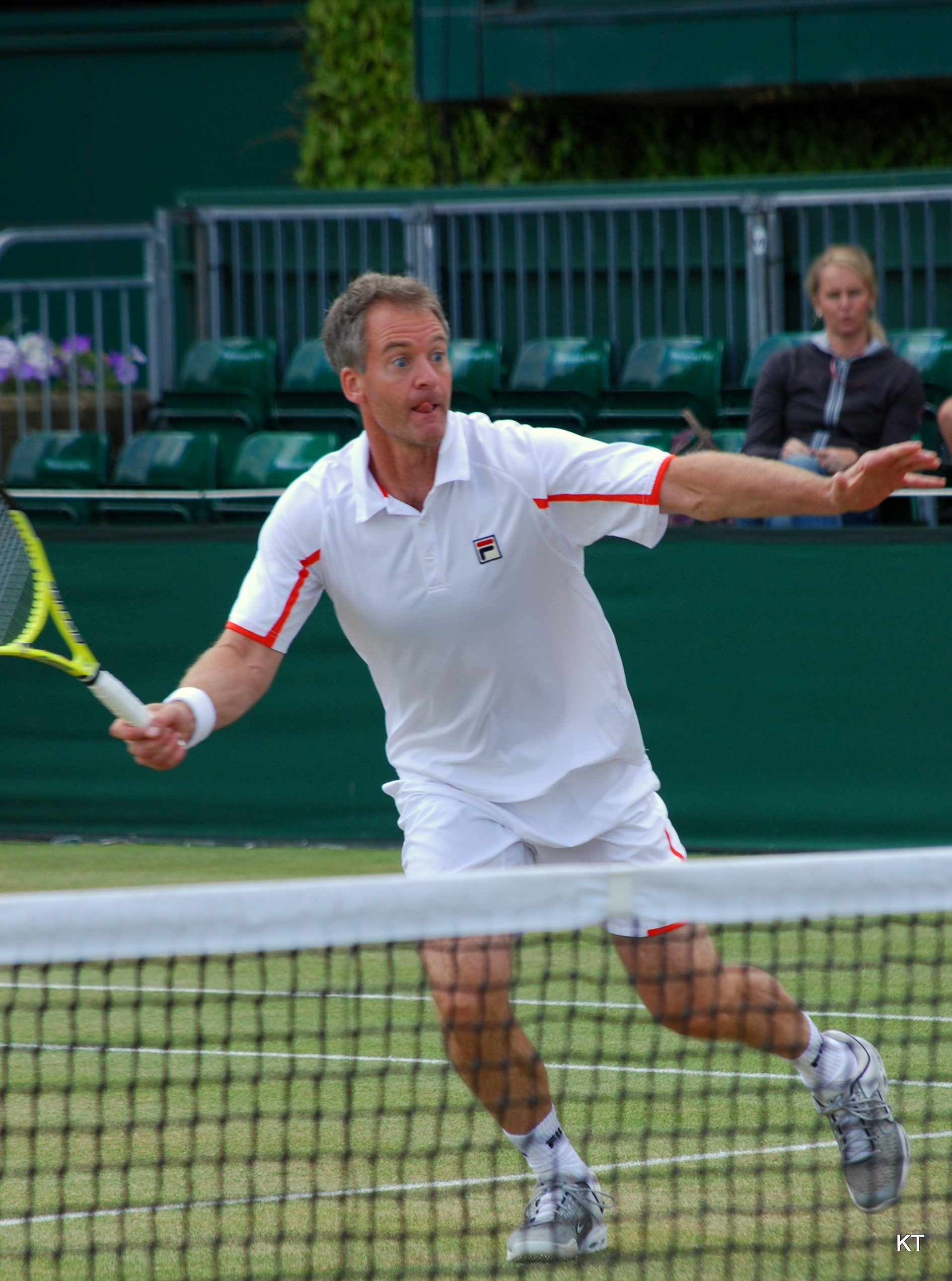

Anders Järryd, född 13 juli 1961 i Lidköping, Västra Götalands län (Västergötland), är en svensk högerhänt före detta professionell tennisspelare. Anders Järryd blev professionell tennisspelare på ATP-touren 1980. Han är, i skuggan av 1980-talets tennisgiganter Mats Wilander och Stefan Edberg, en av de mest framgångsrika svenska tennisspelarna genom tiderna. Han hade sina största framgångar i dubbel där han tillhörde den yppersta världseliten. Under karriären vann Järryd  8 singel- och 59 dubbeltitlar. Han spelade i ytterligare 16 ATP-finaler i singel och 32 i dubbel. Av dubbeltitlarna var 8 i Grand Slam (GS)- turneringar. Som bäst rankades han på 5:e plats i singel (22 juli 1985) och var världsetta i dubbel (12 augusti 1985).

## Tenniskarriären
Järryd vann sin första dubbeltitel 1983 i Franska öppna i par med Hans Simonsson. I finalen besegrades Mark Edmondson/Sherwood Stewart med 7-6, 6-4, 6-2. Järryd vann också samma turnering 1987 och 1991, andra gången tillsammans med australiensaren John Fitzgerald. Säsongen 1987 vann han dubbeltitlarna i Australiska öppna och US Open, båda gångerna med Stefan Edberg. De erövrade också OS-brons i Seoul 1988 tillsammans. Järryd vann dubbeltiteln i Wimbledonmästerskapen 1989 och 1991 i par med australiensaren John Fitzgerald. Järryd vann alltså både 1987 och 1991 tre av fyra Grand Slamturneringar i dubbel och hör till de spelare som tagit en "karriär-Grand Slam". I Masters slutspel i dubbel var Järryd mästare två gånger med Stefan Edberg 1985 och 1986 och två gånger med John Fitzgerald 1989 och 1991.
Sin främsta placering i singel i en Grand Slamturnering nådde Järryd 1985, då han spelade semifinal i Wimbledon.
Järryd deltog i det svenska Davis Cup-laget 1981-93. Han spelade totalt 53 matcher, 33 av dessa var i dubbel tillsammans med Hans Simonsson, Stefan Edberg, Mats Wilander, Jan Gunnarsson och Henrik Holm. Totalt vann han 36 av sina DC-matcher. Han deltog i sex världsfinaler 1983-89 av vilka det svenska laget stod som slutsegrare 1984, 1985 och 1987. I finalen 1984 mötte svenskarna ett amerikanskt lag som besegrades med 4-1 i matcher. Järryd tillsammans med Stefan Edberg besegrade Peter Fleming/John McEnroe i den andra dagens dubbelmatch med 7-5, 5-7, 6-2, 7-5. År 1987 mötte Sverige ett indiskt lag i världsfinalen. Sverige vann med 5-0 i matcher. I detta möte spelade Järryd två singelmatcher. I den första besegrade han Vijay Amritraj (6-3, 6-3, 6-1) och i den andra Ramesh Krishnan (6-4, 6-3). Han har senare varit kapten för det svenska DC-laget.

## Spelaren och personen
Anders Järryd var som tennisspelare otålig och hade ett "hett" temperament. Detta medförde att många från början var tveksamma till hans möjligheter som tennisspelare.[källa behövs] Under tränaren John-Anders Sjögren kom han att utvecklas till en internationell storspelare med framgångar i såväl singel som dubbel. Åren 1985-1994 tränades Anders Järryd av Carl-Axel Hageskog och var sedan assisterande förbundskapten till Hageskog åren 1995-2002. Det är framförallt som dubbelspelare av världsklass han är mest känd. Hans förkärlek för dubbel var en följd av en satsning Svenska tennisförbundet gjorde 1981 då flera unga svenska spelare specialtränades av den australiske förre elitspelaren Roy Emerson. Järryds spel utvecklades också avsevärt under 1981 då han tillsammans med bland andra Mats Wilander och Joakim Nyström med det nybildade Team SIAB under ledning av Sjögren företog en träningsresa till bland annat Australien.
Anders Järryd slutade spela internationell tävlingstennis 1996. Han är bosatt i Båstad med sina barn Niklas (född 1988, aktiv som junior i Båstad TS) och Rebecka (född 1993, även hon aktiv som junior i Båstad TS). Han hjälper till på tennisgymnasiet där och spelar för övrigt på seniortouren flera veckor per år.
2012 deltog Anders Järryd i Mästarnas Mästare på SVT.

## Priser och utmärkelser
- 1985 – H.M. Konungens medalj, 8:e storleken i högblått band
- 2005 – Upptogs i Swedish Tennis Hall of Fame.

## Grand Slam-titlar
- Australiska öppna
  - Dubbel - 1987
- Franska öppna
  - Dubbel - 1983, 1987, 1991
- Wimbledonmästerskapen
  - Dubbel - 1989, 1991
- US Open i tennis
  - Dubbel - 1987, 1991